# رومان یاکوبچاک
رومان یاکوبچاک (لهستانی: Roman Jakóbczak؛ زادهٔ ۲۶ فوریهٔ ۱۹۴۶) بازیکن فوتبال اهل لهستان بود.
از باشگاه‌هایی که در آن بازی کرده‌است می‌توان به باشگاه فوتبال لخ پوزنان و باشگاه فوتبال شلاسک وروتسواف اشاره کرد.
وی به‌همراه تیم ملی فوتبال لهستان به مقام سوم جام جهانی فوتبال ۱۹۷۴ دست پیدا کرده‌است